# Сакрална архитектура Бањалучке епархије (књига)
Сакрална архитектура Бањалучке епархије: на њеном садашњем простору од Миланског едикта до краја средњег вијека  је стручна монографија Славољуба Лукића, Бојана Вујиновића и Марка Јанковића, објављена 2020. године у издању [[Архив Републике Српске|"Архива Републике Српске"] и "Удружења архивских радника Републике Српске" из Бања Луке.

## О ауторима
- Славољуб Лукић (1978, Прњавор) доктор теологије. Основну школу завршио у Доњим Вијачанима, а Богословију Светог Саве у Београду. На Богословском факултету у Београду 2003. године је дипломирао. 2008. године у Атини је одбранио магистарски рад на тему „Антропологија Апологета“. У марту 2009. гидине уписао се на докторске студије на Теолошком факултету у Солуну гдје му је одобрена тема докторске дисертације под називом "Антропологија св. Иринеја Лионског".[2]
- Бојан Вујиновић (Столац, БиХ) мастер археологије. Основну школу и гимназију завршио у Требињу. Године 2009. је дипломирао археологију на Филозофском факултету у Београду. 2011. године стекао је на истој катедри стекао звање мастера археолошких наука из области заштите и презентације културног насљеђа. Од 2017. године обавља дужност директора ЈУ Завичајни музеј Градишка. [3]
- Марко Јанковић (1989) мастер историје. Дипломирао је студије историје на Универзитету у Бањој Луци 2013. године.[4]  Мастер студије историје завршио 2018. године на бањалучком Филозофском факултету.

## О књизи
Монографија је штампана поводом 800 година аутокефалности Српске православне цркве и 120 година од оснивања Бањалучке епархије. Монографија је богато илустрована фотографијама. Сем закључка на српском језику, садржи и закључке на енглеском, руском, њемачком и грчком језику.
Монографију чине четири целине: 
- Црквене прилике на подручју садашње Бањалучке епархије од апостолског доба до Берлинског конгреса 1878. године

У овој целини престављене су црквене прилике и на ширем простору Босанске Крајине а не само на подручју које сада административно припада Бањалучкој епархији.
- Базилике на простору садашње Бањалучке епархије

Прве базилике на територији Бањалучке епархије саграђене су у другој половини IV и првој половини V века. У овој целини приказани су материјални остаци сакралних грађевина пронађених на том подручју (Рамићи и могућа базилика на Кастелу), Приједора (Зецови), Лакташа (Бакинци), Новог Града (Благај) и Котор Вароши (Шипраге).
- Активни манастири

Ова целина доноси приказе шест активних манастира на подручју Бањалучке епархије: Гомионица, Крупа на Врбасу, Моштаница, Липље, Ступље и Осовица. Прикази се односе на историјат, а записане су и многе занимљивости и народна предања која се вежу за ове манастире.
- Угашени манастири – манастиришта и црквишта

У овој целини приказани су манастири и цркве која до сада нису биле довољно приказани. На подручју Бањалучке епархије најстарији материјални трагови средњовјековног манастира пронађени су у Горњим Кијевцима, на локалитету Манастириште-Карановац, и сматра се да се спотичу из 13. века, док трагови средњовјековне некрополе формиране око манастирске цркве указују и на ранији период, тј. 11 и 12. век.